# Усть-Майський улус
Усть-Майський улус (якут. Уус-Маайа улууhа, рос. Усть-Майский улус) — муніципальний район Республіки Саха (Якутія). Адміністративний центр — смт Усть-Мая. В 1972–1992 центром улуса було смт Сонячний

## Населення
Населення району становить 7 893 (2013).

## Адміністративний поділ
Район адміністративно поділяється на 10 муніципальних утворень, які об'єднують 15 населених пунктів.